# Казимир Лефоше
Казимир Лефоше (фр. Casimir Lefaucheux; 26 січня 1802, комуна Боннетабль, департамент Сарт, область Пеї-де-ла-Луар — 9 серпня 1852, Париж) — французький конструктор-зброяр, чиї роботи вплинули на розвиток стрілецької зброї і боєприпасів до неї.
Створив популярний у другій половині 19-го століття унітарний шпильковий патрон для стрілецької зброї (безпосередній попередник унітарного патрона центрального бою), а також перші зразки зброї під даний патрон.

## Перший винахід
1827 року Лефоше отримує перший патент на свій винахід в царині стрілецької зброї.

## Створення мисливської рушниці
1825 року починає роботу над новою рушницею і 1832 року закінчує роботу, патентуючи мисливську легку двоствольну рушницю («переломка») з оригінальним ексцентриковим фіксатором ствола, в результаті чого замикання стволів стало більш надійним, а рушниця — безпечніша в експлуатації («система замикання Лефоше» виявилася непридатною для армійських гвинтівок). Для цієї рушниці Лефоше також створив унітарний патрон власної конструкції з картонною гільзою і привареною брандтрубкою. Цей патрон був розвитком унітарного патрона швейцарського зброяра Самуеля Паулі (який створив першу в світі модель унітарної патрона 1808 року, а 1812 року — її поліпшив і запатентував).

## Створення шпилькового патрона

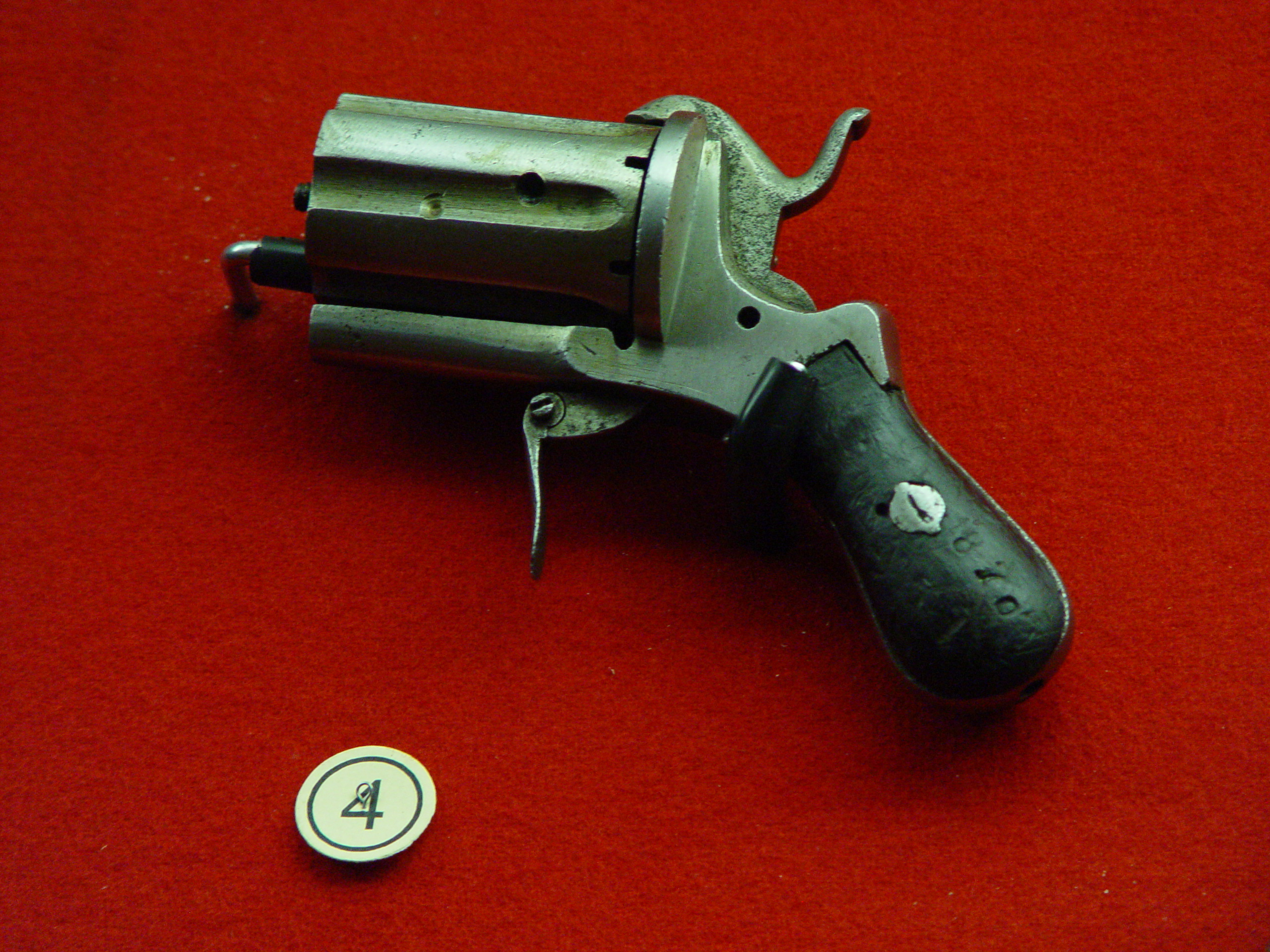
Револьвер Лефоше з обертовими стволами

1836 року на основі унітарного патрона з брандтрубкою власної конструкції Казимир Лефоше створив шпильковий патрон з картонною гільзою і мідним денцем. 1846 року Лефоше створив і запатентував під шпильковий патрон т. зв. «Бундельревольвер» («пепербокс») — револьвер з обертовим стволами. 1851 року цей зразок успішно демонструвався в Лондоні.

## Подальший розвиток шпилькових зброї Еженом Лефоше
1852 року Казимир Лефоше вмирає і його справу продовжує син, Ежен, чия модель револьвера під шпильковий патрон була прийнята на озброєння в армії Франції під назвою «французька військова модель 1853 р.», яка стала першою в світі армійською військовою моделлю револьвера, а потім 1858 року приймається на озброєння наступна армійська модель шпилькового револьвера «французька військова модель 1858 р.» (шпилькові патрони для цієї моделі мали вже повністю металеву гільзу).

## Наслідування
Шпилькові револьвери Лефоше стали зразком для наслідування у багатьох країнах (Австро-Угорщина, Бельгія, Німеччина, Іспанія та ін.), що створило цілий напрям шпилькової стрілецької зброї (аж до їх витіснення зброєю з патроном центрального бою), причому риси шпилькових револьверів мали навіть деякі перші револьвери під більш сучасний патрон центрального бою (револьвери Гассера), а виробництво шпилькових зброї (револьверів і рушниць) і боєприпасів до них було припинено тільки на початку 20-го сторіччя, через широкого поширення такого виду стрілецької зброї, її виробництво було добре налагоджене і недороге.